# Grand Prix-wegrace van Zwitserland
De Grand Prix-wegrace van Zwitserland was een wegrace voor motorfietsen die tussen 1922 en 1959 25 keer georganiseerd werd. Van 1949 tot 1954 maakte deze Grand Prix deel uit van het wereldkampioenschap wegrace.

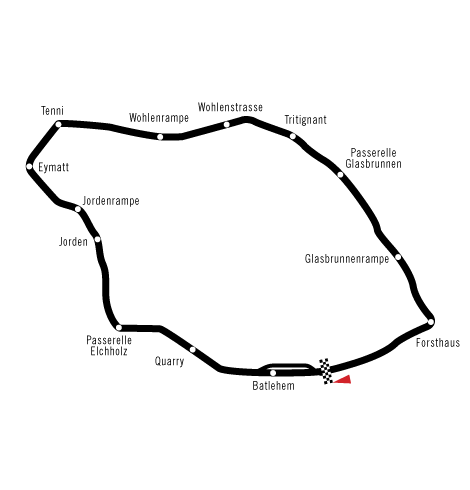
Stratencircuit Bremgarten

## Geschiedenis
De Zwitserse Grand Prix werd 1922 voor het eerst georganiseerd in Joux. Van 1923 tot 1929 reed men in Genève op het Circuit de Meyrin. In 1930 reed men eenmalig op het Circuit Saint-Sauveur in Lugano en daarna verhuisde de Grand Prix van Zwitserland naar het stratencircuit van Bremgarten bij Bern. In 1938 reed men op het Circuit des Nations in Bern en voor het Europees kampioenschap van 1939 had men een nieuw circuit in Schwamendingen voorzien, maar die wedstrijd ging niet door wegens het uitbreken van de Tweede Wereldoorlog. In 1949 en van 1951 tot het Zwitserse Motorsport-Verbot in 1954 maakten de races deel uit van het wereldkampioenschap. Men reed de WK-races bijna altijd in Bremgarten. 

## Statistiek van de Grand Prix van Zwitserland

### Van 1922 tot 1948
(gekleurde achtergrond = wedstrijd in het kader van het Europees kampioenschap wegrace)
| Editie | Jaar | Circuit    | Klasse               | 1e                                                                                       |
| ------ | ---- | ---------- | -------------------- | ---------------------------------------------------------------------------------------- |
| 1      | 1922 | Joux       | 250 cc               | G. Trezza (Moser)                                                                        |
| 1      | 1922 | Joux       | 350 cc               | Heusser (Condor)                                                                         |
| 1      | 1922 | Joux       | 500 cc               | Lavanchy (Douglas)                                                                       |
| 1      | 1922 | Joux       | 1000 cc              | Jean Borsetti (Harley-Davidson)                                                          |
| 1      | 1922 | Joux       | Zijspannen (600 cc)  | Félix Pélissier / ? (Motosacoche)                                                        |
| 1      | 1922 | Joux       | Zijspannen (1000 cc) | Edouard Gex / ? (Motosacoche)                                                            |
|        |      |            |                      |                                                                                          |
| 2      | 1923 | Genève     | 250 cc               | Paul Dinkel (Condor)                                                                     |
| 2      | 1923 | Genève     | 350 cc               | Isacco Mariani (Garelli)                                                                 |
| 2      | 1923 | Genève     | 500 cc               | Paul Péan (Peugeot)                                                                      |
| 2      | 1923 | Genève     | Zijspannen (600 cc)  | Souvairan / ? (Motosacoche)                                                              |
| 2      | 1923 | Genève     | Zijspannen (1000 cc) | Alfredo Carmine / ? (Harley-Davidson)                                                    |
|        |      |            |                      |                                                                                          |
| 3      | 1924 | Genève     | 250 cc               | Léon Divorne (Condor)                                                                    |
| 3      | 1924 | Genève     | 350 cc               | Tommy de la Hay (Sunbeam)                                                                |
| 3      | 1924 | Genève     | 500 cc               | Graham Walker (Sunbeam)                                                                  |
| 3      | 1924 | Genève     | Zijspannen (600 cc)  | Jean Borsetti / ? (Sunbeam)                                                              |
| 3      | 1924 | Genève     | Zijspannen (1000 cc) | Verdy / ? (Motosacoche)                                                                  |
|        |      |            |                      |                                                                                          |
| 4      | 1927 | Genève     | 125 cc               | O. Graf (Zehnder)                                                                        |
| 4      | 1927 | Genève     | 175 cc               | Alexandre Hommaire (Monet-Goyon)                                                         |
| 4      | 1927 | Genève     | 250 cc               | Licinio Lasagni (Moto Guzzi)                                                             |
| 4      | 1927 | Genève     | 350 cc               | Jimmie Simpson (AJS)                                                                     |
| 4      | 1927 | Genève     | 500 cc               | Stanley Woods (Norton)                                                                   |
| 4      | 1927 | Genève     | Zijspannen (350 cc)  | Alexandre Hommaire / ? (Monet-Goyon)                                                     |
| 4      | 1927 | Genève     | Zijspannen (600 cc)  | Edgar d'Eternod / ? (Sunbeam)                                                            |
| 4      | 1927 | Genève     | Zijspannen (1000 cc) | Claude Cérésole / ? (Harley-Davidson)                                                    |
|        |      |            |                      |                                                                                          |
| 5      | 1928 | Genève     | 125 cc               | Paul Lehmann (Moser)                                                                     |
| 5      | 1928 | Genève     | 175 cc               | Alfredo Panella (Ladetto & Blatto)                                                       |
| 5      | 1928 | Genève     | 250 cc               | Cecil Ashby (OK Supreme)                                                                 |
| 5      | 1928 | Genève     | 350 cc               | Wal Handley (Motosacoche)                                                                |
| 5      | 1928 | Genève     | 500 cc               | Wal Handley (Motosacoche)                                                                |
| 5      | 1928 | Genève     | Zijspannen (350 cc)  | Syd Crabtree / ? (Excelsior) (alleen Crabtree en de Zwitser Pfister bereikten de finish) |
| 5      | 1928 | Genève     | Zijspannen (600 cc)  | Edgar d'Eternod / ? (Sunbeam)                                                            |
| 5      | 1928 | Genève     | Zijspannen (1000 cc) | niemand bereikte de finish                                                               |
|        |      |            |                      |                                                                                          |
| 6      | 1929 | Genève     | 125 cc               | Crotti (Zehnder)                                                                         |
| 6      | 1929 | Genève     | 175 cc               | G. Trezza (Allegro)                                                                      |
| 6      | 1929 | Genève     | 250 cc               | Otto Zehnder (Zehnder)                                                                   |
| 6      | 1929 | Genève     | 350 cc               | François Gaussorgues (Monet-Goyon)                                                       |
| 6      | 1929 | Genève     | 500 cc               | Emil Frey (Radco)                                                                        |
|        |      |            |                      |                                                                                          |
| 7      | 1930 | Lugano     | 125 cc               | A. Liechti (Zehnder)                                                                     |
| 7      | 1930 | Lugano     | 175 cc               | Raffaele Alberti (Ancora-Villiers)                                                       |
| 7      | 1930 | Lugano     | 250 cc               | Felice Nazzaro (Moto Guzzi)                                                              |
| 7      | 1930 | Lugano     | 350 cc               | Ernst Hänni (Condor)                                                                     |
| 7      | 1930 | Lugano     | 500 cc               | Gugoltz (Sunbeam)                                                                        |
|        |      |            |                      |                                                                                          |
| 8      | 1931 | Bremgarten | 125 cc               | A. Liechti (Zehnder)                                                                     |
| 8      | 1931 | Bremgarten | 175 cc               | Carlo Baschieri (Moto Guzzi)                                                             |
| 8      | 1931 | Bremgarten | 250 cc               | Terzo Bandini (Moto Guzzi)                                                               |
| 8      | 1931 | Bremgarten | 350 cc               | Percy Hunt (Norton)                                                                      |
| 8      | 1931 | Bremgarten | 500 cc               | Stanley Woods (Norton)                                                                   |
| 8      | 1931 | Bremgarten | Zijspannen (600 cc)  | Hans Stärkle / Cilly Stärkle (NSU)                                                       |
| 8      | 1931 | Bremgarten | Zijspannen (1000 cc) | Paul Weyres / ? (Harley-Davidson)                                                        |
|        |      |            |                      |                                                                                          |
| 9      | 1932 | Bremgarten | 125 cc               | H. Schorr (Zehnder)                                                                      |
| 9      | 1932 | Bremgarten | 175 cc               | Carlo Baschieri (Benelli)                                                                |
| 9      | 1932 | Bremgarten | 250 cc               | Carlo Fumagalli (Moto Guzzi)                                                             |
| 9      | 1932 | Bremgarten | 350 cc               | Stanley Woods (Norton)                                                                   |
| 9      | 1932 | Bremgarten | 500 cc               | Stanley Woods (Norton)                                                                   |
| 9      | 1932 | Bremgarten | Zijspannen (600 cc)  | Hans Stärkle / Cilly Stärkle (NSU)                                                       |
| 9      | 1932 | Bremgarten | Zijspannen (1000 cc) | Paul Weyres / zonder bakkenist (Harley-Davidson)                                         |
|        |      |            |                      |                                                                                          |
| 10     | 1933 | Bremgarten | 175 cc               | Carlo Fumagalli (Miller-Balsamo)                                                         |
| 10     | 1933 | Bremgarten | 250 cc               | Wal Handley (Moto Guzzi)                                                                 |
| 10     | 1933 | Bremgarten | 350 cc               | Percy Hunt (Norton)                                                                      |
| 10     | 1933 | Bremgarten | 500 cc               | Stanley Woods (Norton)                                                                   |
| 10     | 1933 | Bremgarten | Zijspannen (600 cc)  | Hans Stärkle / Cilly Stärkle (NSU)                                                       |
| 10     | 1933 | Bremgarten | Zijspannen (1000 cc) | Paul Weyres / zonder bakkenist (Harley-Davidson)                                         |
|        |      |            |                      |                                                                                          |
| 11     | 1934 | Bremgarten | 250 cc               | Amilcare Moretti (Moto Guzzi)                                                            |
| 11     | 1934 | Bremgarten | 350 cc               | Jimmie Simpson (Norton)                                                                  |
| 11     | 1934 | Bremgarten | 500 cc               | Jimmie Simpson (Norton)                                                                  |
| 11     | 1934 | Bremgarten | Zijspannen (600 cc)  | Hans Stärkle / Cilly Stärkle (NSU)                                                       |
| 11     | 1934 | Bremgarten | Zijspannen (1000 cc) | Josef Möritz / ? (Victoria)                                                              |
|        |      |            |                      |                                                                                          |
| 12     | 1935 | Bremgarten | 250 cc               | Walfried Winkler (DKW)                                                                   |
| 12     | 1935 | Bremgarten | 350 cc               | Walter Rusk (Norton)                                                                     |
| 12     | 1935 | Bremgarten | 500 cc               | Jimmie Guthrie (Norton)                                                                  |
| 12     | 1935 | Bremgarten | Zijspannen (600 cc)  | Hans Stärkle / Cilly Stärkle (NSU)                                                       |
| 12     | 1935 | Bremgarten | Zijspannen (1000 cc) | Ernst Stärkle / Stärkle (BMW)                                                            |
|        |      |            |                      |                                                                                          |
| 13     | 1936 | Bremgarten | 250 cc               | Omobono Tenni (Moto Guzzi)                                                               |
| 13     | 1936 | Bremgarten | 350 cc               | Jimmie Guthrie (Norton)                                                                  |
| 13     | 1936 | Bremgarten | 500 cc               | Jimmie Guthrie (Norton)                                                                  |
| 13     | 1936 | Bremgarten | Zijspannen (600 cc)  | Toni Babl / Julius Beer (DKW)                                                            |
| 13     | 1936 | Bremgarten | Zijspannen (1000 cc) | Paul Weyres / Barths (Harley-Davidson)                                                   |
|        |      |            |                      |                                                                                          |
| 14     | 1937 | Bremgarten | 250 cc               | Omobono Tenni (Moto Guzzi)                                                               |
| 14     | 1937 | Bremgarten | 350 cc               | Jimmie Guthrie (Norton)                                                                  |
| 14     | 1937 | Bremgarten | 500 cc               | Jimmie Guthrie (Norton)                                                                  |
| 14     | 1937 | Bremgarten | Zijspannen (600 cc)  | Karl Braun / Ernst Badsching (DKW)                                                       |
| 14     | 1937 | Bremgarten | Zijspannen (1000 cc) | Hans Schumann / Julius Beer (DKW)                                                        |
|        |      |            |                      |                                                                                          |
| 15     | 1938 | Genève     | 250 cc               | Ewald Kluge (DKW)                                                                        |
| 15     | 1938 | Genève     | 350 cc               | Harold Daniell (Norton)                                                                  |
| 15     | 1938 | Genève     | 500 cc               | Harold Daniell (Norton)                                                                  |
| 15     | 1938 | Genève     | Zijspannen (600 cc)  | Arthur Horton / Les Seals (Norton)                                                       |
|        |      |            |                      |                                                                                          |
| 16     | 1946 | Genève     | 250 cc               | Celeste Cavaciuti (Moto Guzzi)                                                           |
| 16     | 1946 | Genève     | 350 cc               | W. Hess (Velocette)                                                                      |
| 16     | 1946 | Genève     | 500 cc               | Nello Pagani (Gilera)                                                                    |
| 16     | 1946 | Genève     | Zijspannen           | Ferdinand Aubert / Rudi Grob (Norton)                                                    |
|        |      |            |                      |                                                                                          |
| 17     | 1947 | Bremgarten | 250 cc               | Bruno Francisci (Moto Guzzi)                                                             |
| 17     | 1947 | Bremgarten | 350 cc               | Fergus Anderson (Velocette)                                                              |
| 17     | 1947 | Bremgarten | 500 cc               | Omobono Tenni (Moto Guzzi)                                                               |
| 17     | 1947 | Bremgarten | Zijspannen           | Luigi Cavanna / Cavanna (Moto Guzzi)                                                     |
|        |      |            |                      |                                                                                          |
| 18     | 1948 | Genève     | 250 cc               | Dario Ambrosini (Benelli)                                                                |
| 18     | 1948 | Genève     | 350 cc               | Artie Bell (Norton)                                                                      |
| 18     | 1948 | Genève     | 500 cc               | Harold Daniell (Norton)                                                                  |
| 18     | 1948 | Genève     | Zijspannen           | Hans Haldemann / ? (Norton)                                                              |

### Van 1949 tot 1954
| Editie | Jaar | Circuit    | Klasse     | 1e                                         | 2e                                         | 3e                                         | Snelste ronde                           |
| ------ | ---- | ---------- | ---------- | ------------------------------------------ | ------------------------------------------ | ------------------------------------------ | --------------------------------------- |
| 19     | 1949 | Bremgarten | 125 cc     | Nello Pagani (Mondial)                     | Renato Magi (Moto Morini)                  | Celeste Cavaciuti (Mondial)                | Nello Pagani (Mondial)                  |
| 19     | 1949 | Bremgarten | 250 cc     | Bruno Ruffo (Moto Guzzi)                   | Dario Ambrosini (Benelli)                  | Fergus Anderson (Moto Guzzi)               | Fergus Anderson (Moto Guzzi)            |
| 19     | 1949 | Bremgarten | 350 cc     | Freddie Frith (Velocette)                  | Leslie Graham (AJS)                        | William Doran (AJS)                        | Freddie Frith (Velocette)               |
| 19     | 1949 | Bremgarten | 500 cc     | Leslie Graham (AJS)                        | Arciso Artesiani (Gilera)                  | Harold Daniell (Norton)                    | Ted Frend (AJS)                         |
| 19     | 1949 | Bremgarten | Zijspannen | Eric Oliver / Denis Jenkinson (Norton)     | Ercole Frigerio / Lorenzo Dobelli (Gilera) | Hans Haldemann / Herbert Läderach (Norton) | Eric Oliver / Denis Jenkinson (Norton)  |
|        |      |            |            |                                            |                                            |                                            |                                         |
| 20     | 1950 | Genève     | 250 cc     | Dario Ambrosini (Benelli)                  | Bruno Ruffo (Moto Guzzi)                   | Dickie Dale (Benelli)                      | Dario Ambrosini (Benelli)               |
| 20     | 1950 | Genève     | 350 cc     | Leslie Graham (AJS)                        | Bob Foster (Velocette)                     | Geoff Duke (Norton)                        | Bob Foster (Velocette)                  |
| 20     | 1950 | Genève     | 500 cc     | Leslie Graham (AJS)                        | Umberto Masetti (Gilera)                   | Carlo Bandirola (Gilera)                   | Carlo Bandirola (Gilera)                |
| 20     | 1950 | Genève     | Zijspannen | Eric Oliver / Lorenzo Dobelli (Norton)     | Ercole Frigerio / Ezio Ricotti (Gilera)    | Ferdinand Aubert / René Aubert (Norton)    | Eric Oliver / Lorenzo Dobelli (Norton)  |
|        |      |            |            |                                            |                                            |                                            |                                         |
| 21     | 1951 | Bremgarten | 250 cc     | Dario Ambrosini (Benelli)                  | Bruno Ruffo (Moto Guzzi)                   | Gianni Leoni (Moto Guzzi)                  | Dario Ambrosini (Benelli)               |
| 21     | 1951 | Bremgarten | 350 cc     | Leslie Graham (Velocette)                  | Cecil Sandford (Velocette)                 | Reg Armstrong (AJS)                        | Reg Armstrong (AJS)                     |
| 21     | 1951 | Bremgarten | 500 cc     | Fergus Anderson (Moto Guzzi)               | Reg Armstrong (AJS)                        | Enrico Lorenzetti (Moto Guzzi)             | Fergus Anderson (Moto Guzzi)            |
| 21     | 1951 | Bremgarten | Zijspannen | Ercole Frigerio / Ezio Ricotti (Gilera)    | Albino Milani / Giuseppe Pizzocri (Gilera) | Ernesto Merlo / Dino Magri (Gilera)        | Eric Oliver / Lorenzo Dobelli (Norton)  |
|        |      |            |            |                                            |                                            |                                            |                                         |
| 22     | 1952 | Bremgarten | 250 cc     | Fergus Anderson (Moto Guzzi)               | Enrico Lorenzetti (Moto Guzzi)             | Leslie Graham (Benelli)                    | Enrico Lorenzetti (Moto Guzzi)          |
| 22     | 1952 | Bremgarten | 350 cc     | Geoff Duke (Norton)                        | Rod Coleman (AJS)                          | Reg Armstrong (Norton)                     | Geoff Duke (Norton)                     |
| 22     | 1952 | Bremgarten | 500 cc     | Jack Brett (AJS)                           | William Doran (AJS)                        | Carlo Bandirola (MV Agusta)                | Jack Brett (AJS)                        |
| 22     | 1952 | Bremgarten | Zijspannen | Albino Milani / Giuseppe Pizzocri (Gilera) | Cyril Smith / Bob Clements (Norton)        | Jacques Drion / Bob Onslow (Norton)        | Ercole Frigerio / Ezio Ricotti (Gilera) |
|        |      |            |            |                                            |                                            |                                            |                                         |
| 23     | 1953 | Bremgarten | 250 cc     | Reg Armstrong (NSU)                        | Alano Montanari (Moto Guzzi)               | Fergus Anderson (Moto Guzzi)               | Reg Armstrong (NSU)                     |
| 23     | 1953 | Bremgarten | 350 cc     | Fergus Anderson (Moto Guzzi)               | Ken Kavanagh (Norton)                      | Rod Coleman (AJS)                          | Fergus Anderson (Moto Guzzi)            |
| 23     | 1953 | Bremgarten | 500 cc     | Geoff Duke (Gilera)                        | Alfredo Milani (Gilera)                    | Reg Armstrong (Gilera)                     | Rod Coleman (AJS)                       |
| 23     | 1953 | Bremgarten | Zijspannen | Eric Oliver / Stanley Dibben (Norton)      | Cyril Smith / Les Nutt (Norton)            | Wilhelm Noll / Fritz Cron (BMW)            | Eric Oliver / Stanley Dibben (Norton)   |
|        |      |            |            |                                            |                                            |                                            |                                         |
| 24     | 1954 | Bremgarten | 250 cc     | Rupert Hollaus (NSU)                       | Georg Braun (NSU)                          | Hermann Paul Müller (NSU)                  | Rupert Hollaus (NSU)                    |
| 24     | 1954 | Bremgarten | 350 cc     | Fergus Anderson (Moto Guzzi)               | Ken Kavanagh (Moto Guzzi)                  | Ray Amm (Norton)                           | Fergus Anderson (Moto Guzzi)            |
| 24     | 1954 | Bremgarten | 500 cc     | Geoff Duke (Gilera)                        | Ray Amm (Norton)                           | Reg Armstrong (Gilera)                     | Geoff Duke (Gilera)                     |
| 24     | 1954 | Bremgarten | Zijspannen | Wilhelm Noll / Fritz Cron (BMW)            | Cyril Smith / Stanley Dibben (Norton)      | Willi Faust / Karl Remmert (BMW)           | Wilhelm Noll / Fritz Cron (BMW)         |

### 1959
| Jaar | Circuit | Klasse | 1e                       |
| ---- | ------- | ------ | ------------------------ |
| 1959 | Locarno | 125 cc | Luigi Taveri (MZ)        |
| 1959 | Locarno | 175 cc | Francesco Villa (Ducati) |
| 1959 | Locarno | 250 cc | Geoff Duke (Benelli)     |
| 1959 | Locarno | 350 cc | Geoff Duke (Norton)      |
| 1959 | Locarno | 500 cc | Geoff Duke (Norton)      |